# Kristina Marlen

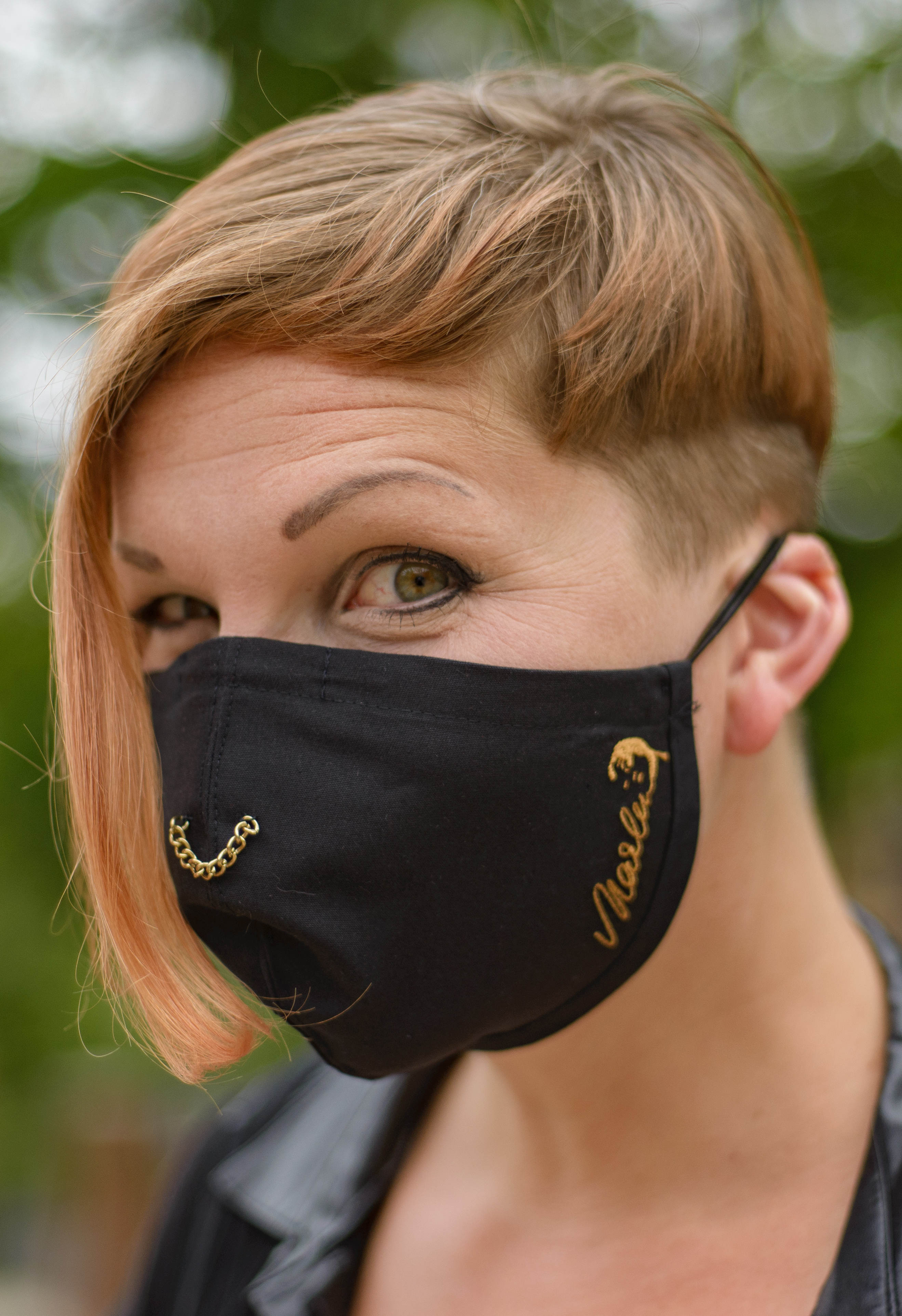
Kristina Marlen (2020)

Kristina Marlen ist das Pseudonym einer deutschen Sexarbeiterin. Sie  war Protagonistin mehrerer sexpositiver Filme. Sie versteht sich als sexpositive Feministin und setzt sich seit 2013 politisch für die Rechte von Sexarbeiterinnen ein.

## Leben
Kristina Marlen studierte zunächst Kulturwissenschaften, Gender Studies und Jura und legte 2006 ihr Examen als Physiotherapeutin ab. Sie entwickelte eine eigene Methode der Körperarbeit, in der sie ihre Tanzausbildung (Contact Improvisation, Zeitgenössischer Tanz, Body-Mind Centering) mit ihrem medizinischen Wissen kombinierte.
Seit 2008 begann sie sich mit dem Aspekt Sexualität und Erotik in der Körperarbeit zu befassen. Sie entwickelte ein therapeutisches Konzept, das Elemente der tantrischen Massage mit BDSM kombiniert. Sie bezeichnet ihre Arbeit als zwischen Therapie, Performance und Dienstleistung liegend und hebt hervor, dass die Übergänge fließend seien. Besonders prägend waren für sie nach eigenen Aussagen die Wegbegleiterinnen Barbara Carellas, Dossie Easton, Annie Sprinkle und Laura Méritt sowie seit 2009 Besuche in der Schwelle 7. Der von Felix Ruckert in Berlin gegründete Raum für Begegnung und Aufführung stellte eine Art Schnittstelle zwischen Performancekunst, Selbsterfahrung, Körperarbeit, Inszenierung und Interaktion dar. Zwischen 2010 und 2016 bildete sie sich unter anderem dort fort und spezialisierte sich auf Bondage.
Kristina Marlen entwickelte mit Sinn und Seil eine Form der Seilbondage, die japanische Fesseltechniken mit tänzerischen und performativen Elementen verbindet. Sie unterrichtet diese Praxis international. Die interaktive Performance Instant Intimacy wurde von 2013 bis 2017 auf dem Pornfilmfestival Berlin gezeigt.
Kristina Marlen arbeitet seit 2010 hauptberuflich als Sexarbeiterin und gibt Workshops zum Thema sexuelle Exploration und Selbstbestimmung. Dabei rückte für sie die Frage nach einer Konsenskultur in der sexuellen Begegnung immer mehr in ihren Fokus, vor allem auch während der #Metoo-Bewegung.
Seit 2013 engagiert sich Kristina Marlen im Zusammenhang mit den Protesten gegen das Prostituiertenschutzgesetz in der Hurenbewegung. Sie publiziert und setzt sich im Rahmen von Podiumsdiskussionen und Protestveranstaltungen für sexuelle Selbstbestimmung sowie den Respekt, die Rechte und die Anerkennung von Sexarbeiterinnen ein. Daneben tritt sie als Sprecherin zum Thema Sexpositivität auf und zeichnet eine feministische Perspektive auf Sexarbeit. Sie ist Mitglied im BesD (Berufsverband erotische und sexuelle Dienstleistungen). Zusammen mit anderen Sexarbeiterinnen und Verbandsvertreterinnen wurde Kristina Marlen am 23. April 2024 von der AG Queer der SPD-Bundestagsfraktion zu einer Veranstaltung zum Thema Sexarbeit in den Deutschen Bundestag eingeladen, bei der politische Perspektiven und Forderungen von Sexarbeiterinnen vorgetragen wurden.
Seit 2015 legt sie den Fokus auf weibliche Sexualität und adressiert gezielt weibliche Kundschaft, um nach eigenen Aussagen die patriarchalen Strukturen in der Prostitution umzuschreiben und weibliche Sexualität zu stärken. Der Kampf gegen Zensur insbesondere weiblicher Sexualität, Stigmatisierung von Sexarbeiterinnen und die Sanktionierung aller Menschen, die sexuell als „anders“ bewertet werden, ist Gegenstand ihres politischen Handelns und Schreibens.

## Film und TV
Im Science-Fiction-Film Fluidø von Shu Lea Cheang spielt Kristina Marlen eine der Hauptfiguren, Eva. Der Film wurde 2017 in der Sektion Panorama der 67. Internationalen Filmfestspiele Berlin gezeigt. Sie ist eine der Protagonistinnen des 2022 veröffentlichten Dokumentarfilms Narcissism: The Auto-Erotic Images der queeren Regisseurin Toni Karat. Im Jahr 2023 wurde ein gleichnamiger Fotoband zum Film veröffentlicht. Der Film wurde weltweit auf zahlreichen Festivals gezeigt und gewann mehrere Preise.
Eine von Funk produzierte Sendung in der Reihe Reporter, die 2021 im WDR ausgestrahlt wurde, befasste sich mit Kristina Marlen unter dem Titel Wie ist es, Sexarbeiterin zu sein?. Das Reporter-Team interviewte sie und eine Stammkundin in ihrem Studio in Berlin-Neukölln. In der Folge vom 12. Januar 2023 war sie zu Gast bei Frau tv zum Thema Tabubruch: Wenn Frauen Sex kaufen und in der 3. Staffel der ebenfalls vom WDR produzierten Sendung Ohjaaa! – Sex lieben zu sehen. In der Folge BDSM: Welchen Reiz hat kinky Sex? gab sie den Moderatoren Yared Dibaba und Annabell Neuhof eine praktische Einführung in BDSM-Techniken. Die Fernsehfolge wurde im gleichnamigen Podcast nachbereitet, in der Kristina Marlen ebenfalls zu Gast war.

## Filmografie
- 2012: Blissful Bondage, Regie: Ulrike Zimmermann
- 2017: Fluidø, Regie: Shu Lea Cheang
- 2017: Ritual for the Whores, Regie: Ulrike Zimmermann, Claudia Richarz
- 2022: Narcissism: The Auto-Erotic Images, Regie: Toni Karat
- 2023: Ohjaaa! – Sex lieben (Fernsehserie, Folge 3x03 – BDSM: Welchen Reiz hat kinky Sex?)

## Publikationen (Auswahl)
- Frauen kaufen Sex. Frauen als Kundinnen in der Sexarbeit? Gibt es das überhaupt? In: Missy Magazine. 30. September 2016
- Befreiung des weiblichens Begehrens: Angst vor der potenten Frau. In: taz. 4. Juli 2018
- Was die Kirche von Sexarbeiterinnen lernen kann. In: Krautreporter. 26. Juni 2019.
- Sexarbeiterin über Corona-Kontaktsperre: Bedrohte Kultur der Berührung. In: taz. 4. April 2020.

## Podcasts (Auswahl)
- Mareice Kaiser: ze.tt-Podcast: Was Macht macht? 13. Dezember 2018.
- Johannes Kram: Kristina Marlen über Sexarbeit, Berührungen und die „heteronormative Fratze“. In: Queerkram. 24. Dezember 2020.
- Katja Bigalke und Marietta Schwarz: Middlesex. In: Midlife. Folge 11. 10. November 2021.
- Susanne Richter: „Sexarbeiterin – und spirituell“ – Kristina Marlen. In: SinnSuche. Kirche im NDR. Folge 6. 22. Februar 2022.
- Sarah Ulrich: We care about Sex. Mit Kristina Marlen. In: taz-Podcast „We care!“ Feministische Gespräche zu emotionaler und Care-Arbeit. 28. Februar 2022.
- Mithu Sanyal: „Sexarbeit in gut?“. In: Feminismus für Alle. Der lila Podcast. 16. Juni 2022.
- Timna und Sebastian Tal: Aus dem „Geheimwissen“ einer Sexarbeiterin – Im Gespräch mit Kristina Marlen. In: Frühlingserwachen. Folge 13.
- Jones Bolt: Sex & Selbst. Kristina Marlen über Sexarbeit. In: Rein & Raus. Folge 109.